# معبد سانتياغو البهائي
معبد سانتياغو البهائي هو معبد بهائي يقع في سانتياغو،تشيلي.تم افتتاحه في أكتوبر 2016.